# Aducanumab
Aducanumab is een monoklonale antistof die getest is als geneesmiddel voor gebruik bij de ziekte van Alzheimer. De antistof werkt tegen de klontering van het eiwit bèta-amyloïd. Bij mensen met de ziekte van Alzheimer klontert dit eiwit in de hersenen tot seniele plaques, waardoor schade wordt veroorzaakt aan de hersencellen. Het bedrijf dat het middel heeft ontwikkeld, Biogen, staakte in maart 2019 wereldwijd alle trials met aducanumab, omdat tussentijdse data-analyses lieten zien dat het middel niet het gewenste effect had op de cognitie en het functioneren van de mensen die het middel toegediend kregen.
Op 22 oktober 2019, maakte Biogen echter bekend dat nieuwe analyses van dezelfde trials, maar met meer data, toch het gewenste resultaat lieten zien. Patiënten die het middel toegediend kregen, lieten minder snelle achteruitgang zien dan de patiënten die een placebo kregen. Dit resultaat werd vooral gezien bij mensen die een hogere dosering van het middel kregen. Hierop kondigde het bedrijf aan een versneld goedkeuringsproces te beginnen bij de Amerikaanse Food and Drug Administration (FDA), waarna op 7 juni 2021 registratie volgde.
Probleem bij de registratie van aducadumab en soortgelijke Alzheimer-geneesmiddelen is het vermeende oorzakelijke verband tussen amyloïd en achteruitgang ten gevolge van Alzheimer; weliswaar is bij Alzheimer-patiënten meestal sprake van amyloïd, maar afname van amyloïd zoals dat door aducadumab bewerkstelligd zou worden, laat geen duidelijke verbetering zien op cognitie en functioneren van Alzheimer-patiënten. Het onderzoek naar de relatie tussen amyloïd en Alzheimer en het effect dat aducadumab daar al of niet op heeft is omstreden, onder andere vanwege het gebruik van gegevens die verkregen worden zonder verstrekken van correcte informatie aan patiënten.
Het Europees Geneesmiddelenbureau heeft aducanumab op 16 december 2021 op de Europese markt afgewezen voor de behandeling van milde cognitieve stoornissen als gevolg van de ziekte van Alzheimer. Als belangrijkste onderbouwing voor de afwijzing noemt het Geneesmiddelenbureau dat de relatie tussen afname van amyloïd en verbetering van cognitie niet voldoende is onderbouwd.